# Johann Ludwig Vopelius
Johann Ludwig Vopelius (* 26. September 1800 in Sulzbach/Saar; † 16. Juli 1846 ebenda) war ein deutscher Alaun- und Glasfabrikant.

## Leben

### Herkunft und Familie

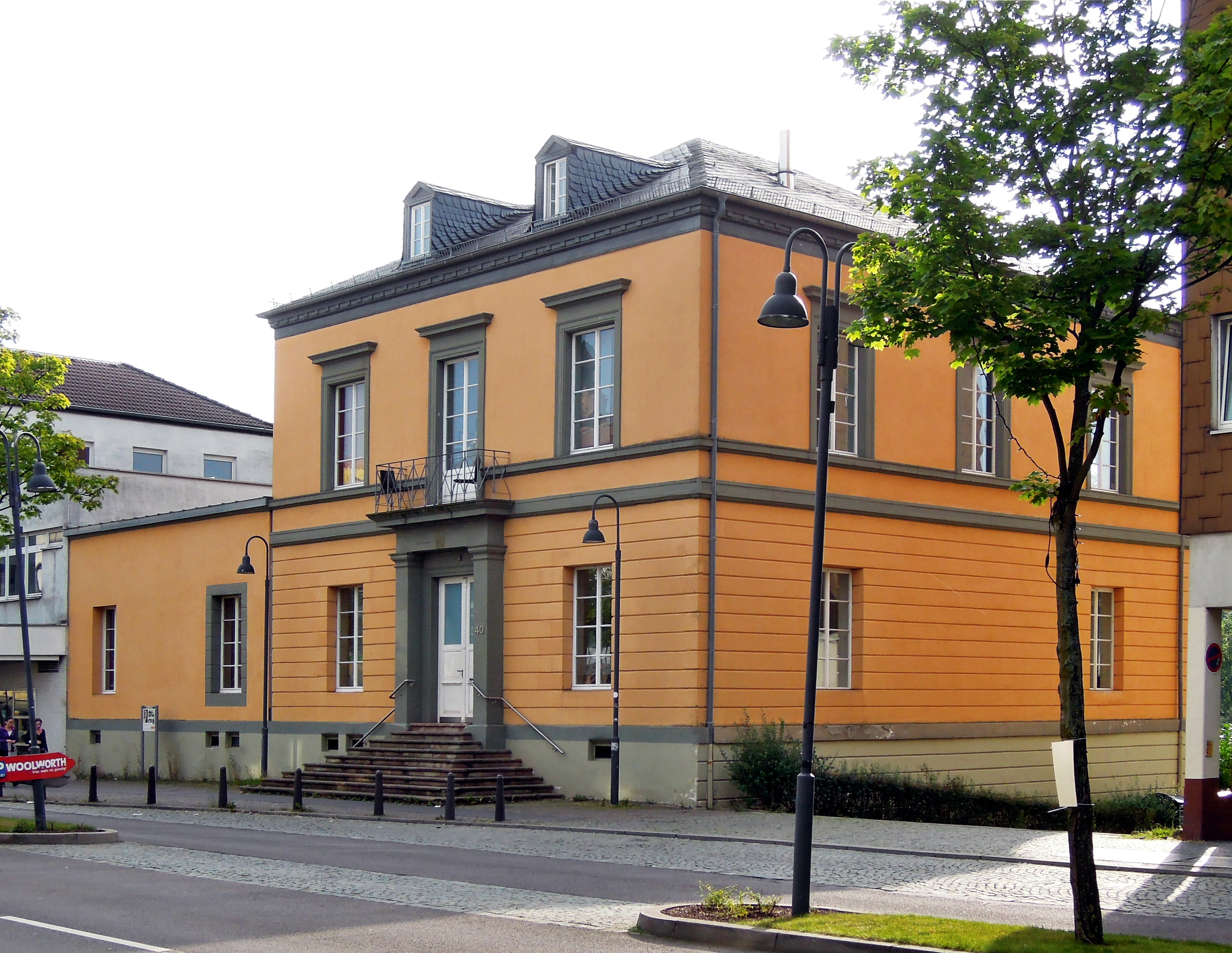
Die Villa Vopelius in der Sulzbachtalstraße

Johann Ludwig Vopelius entstammte der Familie Vopelius, die gegen Ende des 18. Jahrhunderts die Glasherstellung als Industriezweig in das Saarland brachte. Er war der Sohn des Glasfabrikanten Carl Philipp Vopelius (1764–1828) und dessen Ehefrau Charlotte Henriette Wagner (1775–1844) und wuchs mit seinen Geschwistern Charlotte Sophie Caroline (1796–1864), Caroline (1798–1817), Auguste Dorothee (1802–1883), Carl Wilhelm Remy (1808–1850) und Johanna Luise Julie (1810–1867) auf.
Am 23. Juni 1829 heiratete er in Dudweiler Caroline Zix (1804–1830), mit der er den Sohn Carl Philipp (1830–1881) hatte. Nach Carolines Tod heiratete er am 29. Mai 1826 in Freinsheim Dorothea Margaretha Caroline Retzer (1816–1885), mit der er die Kinder Alwine Caroline (1837–1918, ⚭ mit dem Industriellen Carl Röchling), Carl Georg Eduard (1838–1871), Auguste Pauline Cäcilie (1839–1844), Ludwig Wilhelm (1842–1914), Georg Richard (1843–1911) und Luise Adelheid Caroline (1845–1846) hatte.

### Wirken
1825 gründete er zusammen mit seinem Vater und seinem Schwager Leopold Sello in Luisenthal, Stadtteil von Völklingen eine Glashütte. Zuvor war Carl Philipp im Besitz mehrerer Betriebe, die mit der Fertigung von Glas und blaugefärbten Textilien beschäftigt waren.
Nach dem Tod des Vaters übernahm er zusammen mit seinem Bruder Carl Remy im Jahre 1830 die Luisenthaler Glashütte. Die beiden erhielten durch die preußische Regierung am 9. Februar 1837 die Genehmigung zum Bau einer Bahnstrecke von Saarbrücken nach Straßburg.

### Auszeichnungen
Kommerzienrat